# (2696) Magion
(2696) Magion (1980 HB; 1951 SK; 1953 GC; 1978 TN7) ist ein ungefähr 25 Kilometer großer Asteroid des inneren Hauptgürtels, der am 16. April 1980 vom slowakischen (damals: Tschechoslowakei) Astronomen Ladislav Brožek am Kleť-Observatorium auf dem Kleť in der Nähe von Český Krumlov in der Tschechischen Republik (IAU-Code 046) entdeckt wurde.

## Benennung
(2696) Magion wurde nach Magion 1, dem ersten Forschungssatelliten der Tschechoslowakei, benannt. Magion 1 startete 1978 zusammen mit dem sowjetischen Satelliten Interkosmos 18.